# 포크 (시스템 호출)
컴퓨팅, 특히 유닉스 운영 체제와 유닉스 계열 환경에서 포크(fork)란 프로세스가 자기 자신을 복제하는 동작이다. 이는 일반적으로 시스템 호출의 일종이며, 커널 안에서 구현된다. 포크는 유닉스 계열 운영 체제에서 프로세스를 만드는 주된 방식이다. 복제의 대상을 부모 프로세스라 하고 그 결과물을 자식 프로세스라 한다.

## 개요
멀티태스킹 운영 체제에서, 프로세스(실행 중인 프로그램)는 예를 들어 다른 프로그램들을 실행하기 위해 새로운 프로세스를 만들 필요가 있다. 포크와 그 변종들은 일반적으로 유닉스 계열 운영 체제에서 이러한 일을 하는 유일한 수단이다. 프로세스가 다른 프로그램의 실행을 시작하기 위해서는 먼저 자기 자신의 사본을 만들게 된다. 자식 프로세스라 부르는 이 사본은 exec 시스템 호출을 호출하여 다른 프로그램에 자신을 겹쳐놓는다. 즉, 다른 프로그램을 선호하면서 이전 프로그램의 실행을 중단시킨다.
포크 동작은 자식을 위해 별도의 주소 공간을 만든다. 자식 프로세스는 부모 프로세스의 정확히 동일한 사본의 메모리 세그먼트를 가지고 있다. SunOS-4.0에서 비롯된 가상 메모리 모델을 따르는 현대의 유닉스 운영 체제에서 카피 온 라이트 시맨틱이 구현되어 있으며 물리 메모리는 실제로 복사되지 않아도 된다. 그 대신, 두 프로세스 모두에 존재하는 가상 메모리 페이지가 물리 메모리의 동일 사본을 참조할 수 있으며, 둘 중 하나가 이러한 페이지에 기록하기 전까지 이러한 일을 할 수 있다. 그 뒤에 복제가 이루어진다. 이러한 최적화는 포크가 exec와 결합하여 새로운 프로그램을 실행하는 일반적인 경우에 매우 중요하다. 보통 자식 프로세스는 다른 프로그램의 실행을 선호하여 자체 프로그램의 실행을 중단하기 이전에 조그마한 집합의 동작만을 수행한다.
프로세스가 포크를 호출할 때, 이를 부모 프로세스로 간주하며 새롭게 작성되는 프로세스는 자식이라 불린다. 포크 이후, 두 프로세스 모두 동일한 프로그램을 실행할뿐 아니라 둘 다 시스템 호출을 호출한 것처럼 실행을 계속한다. 그 뒤 이 호출의 반환값을 조사하여 상태 및 자식/부모, 동작을 이어서 결정하게 된다.
포크 시스템 호출은 초창기의 유닉스에서 존재했으며, 이는 초기 지니 시분할 시스템에서 가져온 것이다. 포크는 POSIX에 의해 표준화되었다.

## 통신
자식 프로세스는 부모 프로세스의 파일 서술자의 사본과 함께 움직이기 시작한다. 프로세스 간 통신을 위해, 부모 프로세스는 종종 하나 이상의 파이프를 만들며, 그 다음 프로세스를 포크(fork)한 뒤 불필요한 파이프의 끝을 종료시킨다.

## 변종
- Vfork
- Rfork
- Clone

## 같이 보기
- 포크 폭탄
- 프로세스 생성